# 방향키 (컴퓨터 자판)

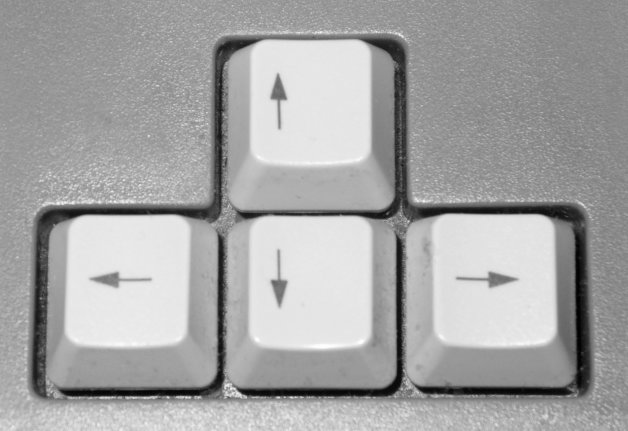
방향키

방향키(方向key)는 컴퓨터 자판의 버튼들로, 커서를 지정된 방향으로 움직이도록 설계되었다. 방향키는 기본적으로 제공되는 방향키들 외에도 시스템 환경이나 프로그램에 따라서 WASD, ESDF, IJKL, IJKM, AZ, HJKL, SDF-SPACE, WQSE, QAOP, ESDX, NUMPAD 등이 쓰이기도 한다.

## 역사적 발전

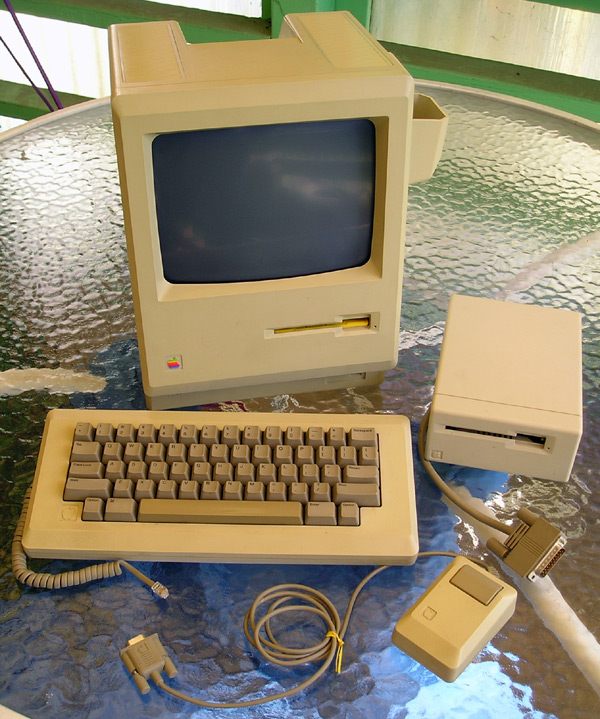
오리지널 애플 맥은 방향키가 없었다.

컴퓨터 마우스가 널리 확산되기 이전에 방향키는 화면 위의 커서를 이동하는 주된 수단이었다. 마우스 키는 마우스 대신 방향키로 마우스 커서를 제어하는 기능이다.

## 대체 커서 이동키
- 5678 키
- WASD 키
- ESDF 키
- DCAS 키
- IJKL 키
- IJKM 키
- AZ 키
- HJKL 키
- SDF-SPACE, ASD-SPACE
- WQSE 키
- QAOP 키
- ESDX 키
- 숫자패드 키
- WAXD (QEZC 포함)

## 같이 보기
- 화살표
- 십자 패드
- 포인팅 스틱
- QWERTY 자판
- 스크롤 락